# Chefs musulmans face aux croisades
L’objectif des croisades étant de délivrer les Lieux saints de l’occupation musulmane, les croisés se sont retrouvés à lutter contre des chefs musulmans. Cet article dresse la liste des chefs et des États musulmans ainsi que leurs rapports avec les croisés.
Contrairement aux États croisés, qui perdurent pendant près de deux siècles sans changer d’institutions et souvent dans une continuité dynastique, les États musulmans se caractérisent par une grande instabilité politique due à deux facteurs. Le premier est qu’à la mort d’un souverain, ses héritiers commencent le plus souvent à lutter pour la succession, et le second facteur est que lorsqu’un chef subit des échecs répétés face aux Francs, ses soldats considèrent qu’il n’a plus la faveur d’Allah et l’abandonnent, mettant leur chef à la merci d’un émir plus puissant. Les deux exceptions sont le sultanat de Roum qui, mis à part le premier choc entre croisés et musulmans, reste à l’écart des conflits et le sultanat mamelouk, qui s’organise dans une structure propre à résister aux changements de sultan.
Une autre caractéristique des États musulmans est leur désunion et les rivalités, voire les haines qui les empêchent de s’allier contre les croisés, permettant les succès de ces derniers. On voit même des principautés musulmanes s’allier aux Francs contre leurs voisins musulmans.

## Anatolie
L’Anatolie représente le premier contact entre les croisés et le monde musulman. À l’époque de la première croisade, l’Anatolie est dominée par deux familles, les Seldjoukides et les Danichmendides.

### Sultanat seldjoukide de Roum
Les Seldjoukides sont des Turc qui quittèrent le Turkestan à la fin du Xe siècle à cause du manque de pâturages nécessaires pour satisfaire aux besoins d’une population croissante. Ils s’installent en Iran sous la domination des sultans Ghaznévides qui contrôlent alors le califat de Bagdad. Profitant de ce que les Ghaznévides soient engagés dans la conquête de l’Inde, le seldjoukide Tughril Beg se révolte en 1038 et bat le sultan ghaznévide Ma’sûd en 1040 à Dandânaqân et se proclame sultan. En 1050, il achève la conquête de l’Iran et en 1055 il domine le califat. Profitant des guerres civiles qui secouent l’empire byzantin de 1057 à 1081, les seldjoukides envahissent l’Arménie et prennent possession des villes et des places fortes, sous la conduite d’Alp Arslan, second sultan et neveu de Tughril Beg. L’empereur Romain IV Diogène tente de reprendre l’Arménie, mais il est battu et fait prisonnier à Mantzikert le 19 août 1071 et meurt l'année suivante. 
Les différents prétendants qui se disputent ensuite le trône impérial font appel à des auxiliaires turcs et les autorisent à s’établir en Anatolie. Ainsi un cadet seldjoukide, Süleyman Ier Shah, reçoit des terres et fonde en 1073 le sultanat de Roum. En 1081, il s’empare de Nicée, à quelques dizaines de kilomètres de Byzance, où il établit sa capitale. Mais en 1086, Süleyman entre en guerre contre Tutuş, son cousin qui contrôle la Syrie et est tué par ce dernier. Cette guerre cause une haine profonde entre les cousins et même les croisades ne parviennent pas à combler ce fossé.
Le sultanat de Roum reçoit le premier choc des croisés et ne peut rien contre sa progression. Nicée est prise, obligeant le sultan à déplacer sa capitale à Qonya (ou Iconium). Kılıç Arslan Ier tente ensuite de défaire les croisés dans une embuscade à Dorylée, mais il est vaincu. Par la suite, il pratique la tactique de la terre déserte, sans réussir à stopper la croisade. Plusieurs croisades de secours tentent de traverser l’Anatolie en 1100 et en 1101 et seront massacrées par Kılıç Arslan. Profitant du succès des croisés, l’empereur Alexis Ier Comnène conquiert la partie occidentale du sultanat de Roum, mais cet État continue à faire office de barrière aux croisés. La seconde croisade, conduite par Conrad III est sévèrement battue à Dorylée en 1147, mais la troisième croisade conduite par Frédéric Barberousse prend Qonya d’assaut le 20 mai 1190. Les croisades suivantes préfèrent se rendre en Terre sainte par la voie maritime et renoncent définitivement à prendre la route terrestre de l’Anatolie, laissant tranquille le sultanat de Roum qui perdure jusqu’en 1307.
Sultans de Roum pendant les croisades
| 1092-1107 : | Kılıç Arslan Ier.               |
| 1107-1116 : | Malik Shah Ier.                 |
| 1116-1155 : | Rukn ad-Dîn Mas`ûd Ier.         |
| 1155-1192 : | `Izz ad-Dîn Kılıç Arslan II.    |
| 1192-1197 : | Ghiyâth ad-Dîn Kay Khusraw Ier. |

### Danichmendides
Cet émirat est également issu de Turcs qui ont accompagné les Seldjoukides dans leur expansion. C’est probablement en profitant de la guerre civile qui déchire l’empire byzantin entre 1057 et 1081 et à titre d’armée auxiliaire d’un prétendant qu’ils reçoivent des terres en Anatolie orientale. Où peut-être peu entre 1086 et 1092, quand le sultanat de Roum s’est retrouvé sans maître après la mort de Süleyman Ier Shah. Mais les textes n’en parlent pas avant l’an 1095. C’est le principal rival du sultanat de Roum et si le sultan seldjoukide Kılıç Arslan tarde à secourir Nicée assiégé par les croisés en 1097, c’est parce qu’il est en train de disputer la suzeraineté de Malatya à  Danichmend. Il accepte de faire la paix avec Kılıç Arslan et combat à ses côtés à Dorylée, puis contre les croisades de secours de 1100, mais l’alliance est rompue peu après. Par la suite, éloigné du théâtre des opérations, il n’a peu de combat avec les croisés (seulement avec la principauté d'Antioche), mais s’attaque aux seldjoukides, permettant à Alexis Comnène de se rendre maître d’une partie du sultanat de Roum, et aux établissements arméniens de Cilicie. Son objectif principal reste Malatya, tenu par Gabriel de Malatya et vassal du comté d'Édesse. En 1100, il capture Bohémond de Tarente, prince d’Antioche, qui était venu secourir Malatya assiégé, et s’empare de la ville en 1103. L’émirat danichmendide dure jusqu’en 1168, date à laquelle il est conquis par les seldjoukides.
Émirs danishmendides pendant les croisades
| avant 1095-1104 : | Danichmend, émir danichmendide.  |
| 1104-1134 :       | Gümüchtegin, émir danichmendide. |
| 1134-1142 :       | Mohammed, malik danichmendide.   |
| 1142-1168 :       | Dhu'l Nun, malik danichmendide.  |

## Égypte
Voisins immédiats des États croisés par le sud, les Égyptiens sont également les possesseurs de Jérusalem lorsque les croisés prennent la ville en 1099. Trois régimes se sont succédé en Égypte pendant les deux siècles que durent les croisades : 
- les Fatimides, jusqu’en 1170,
- les Ayyoubides de 1170 à 1250,
- les Mamelouks à partir de 1250.

### Califat fatimide
Tout oppose les Fatimides aux Seldjoukides. Les Seldjoukides soutiennent et protègent le calife de Bagdad, de tradition sunnite et successeur du prophète de l'islam, Mahomet, tandis que les Fatimides sont de tradition chiite ont conquis le nord de l’Afrique sur le califat abbasside et se sont ensuite proclamés califes, contestant à l’Abbasside la suprématie religieuse. Au Xe siècle, ils dominent la façade méditerranéenne de la Syrie, mais les Seldjoukides la leur ont reprise au cours du XIe siècle. Depuis, les deux dynasties se disputent la Syrie. En 1098, les Fatimides profitent de ce que les Seldjoukides soient aux prises avec les croisés assiégeant Antioche pour leur reprendre la Syrie méridionale, y compris Jérusalem. Ils proposent même une alliance aux croisés pour les aider à prendre Antioche, mais ces derniers refusent, car leur objectif final est Jérusalem, que les Fatimides ne veulent pas céder. Au cours des décennies qui suivent 1099, les Égyptiens tentent à plusieurs reprises d’envahir le royaume de Jérusalem, mais sans succès. Puis le califat fatimide tombe dans la décadence et les vizirs se font la guerre pour le pouvoir. À partir de 1160, les forces de Nur ad-Din et du royaume de Jérusalem interviennent en Égypte, chacun soutenant un prétendant au vizirat. Les Francs commencent par l’emporter et placent l’Égypte sous protectorat, mais ils tentent maladroitement d’annexer le pays qui se révolte et se rallie à Shirkuh, un général de Nur ad-Din, qui devient vizir. Saladin, son neveu et successeur, abolit le califat et prend son  indépendance vis-à-vis de Nur ad-Din, qui meurt peu après.
Califes fatimides pendant les croisades
| 1094-1101 : | Al-Musta‘lî.            |
| 1101-1130 : | Al-Amir bi-Ahkâm Allâh. |
| 1130-1149 : | ‘Abd al-Majîd al-Hâfiz. |
| 1149-1154 : | Az-Zâfir.               |
| 1154-1160 : | Al-Fâ’iz.               |
| 1160-1171 : | Al-‘Adîd.               |

Vizir d’Égypte pendant les croisades
| 1094-1121 : | al-Afdal Shâhânshâh, assassiné.                                                |  |
| 1121-1125 : | Abû abd ’Allâh al-Mâmûn, crucifié.                                             |  |
| 1130-1131   | Yanis ibn Taghribirdi (ca).                                                    |  |
| 1131-1132   | Al-Àfdal Kutayfat (ca).                                                        |  |
| 1132-1135   | Hashim, fils du calife al-Hâfiz, empoisonné.                                   |  |
| 1135-1137   | Vahram.                                                                        |  |
| 1139-????   | Ridwan ibn Walakhshi.                                                          |  |
| 1149-1149 : | Ibn Masal (en), général, vizir de facto depuis 1145 et officiellement en 1149. |  |
| 1149-1153 : | al-’Adil ibn-Sallâr (en), préfet d’Alexandrie, assassiné.                      |  |
| 1153-1154 : | ’Abbâs ibn-Abu’l Futûh (ca), beau-fils du précédent, renversé.                 |  |
| 1154-1161 : | Talâ’i ibn Ruzzîk (en), assassiné.                                             |  |
| 1161-1162 : | Razzik ibn Tala’i, fils du précédent, assassiné.                               |  |
| 1162-1163 : | Shawar, renversé.                                                              |  |
| 1163-1164 : | Dirghâm, tué.                                                                  |  |
| 1164-1169 : | Shawar rétabli, exécuté en 1169.                                               |  |
| 1169-1169 : | Shirkuh, général de Nur ad-Din.                                                |  |
| 1169-1171 : | Saladin, neveu du précédent.                                                   |  |

### Sultanat ayyoubide
La lutte de pouvoir au sein du califat fatimide a entraîné l’intervention de Shirkuh, lieutenant de Nur ad-Din et des Francs, et amenant la victoire des premiers. Shirkuh meurt peu après, laissant le pouvoir à son neveu Saladin qui prend ses distances face à Nur ad-Din et se proclame sultan. La mort de Nur ad-Din empêche le conflit armé, et Saladin reprend le programme d’unification de l’Islan des Zengides au détriment des fils de Nour ad-Din. Son plus grand succès est la victoire de Hattin et la reprise de Jérusalem, mais après sa mort, ses fils se déchirent pour la succession. Al-Adil, frère de Saladin, s’empare de l’Égypte en 1198, puis élimine les autres héritiers. Les Ayyoubides se maintiennent en Égypte jusqu’en 1250, ayant une politique plutôt bienveillante vis-à-vis des Francs, en dehors de la venue des croisades. En 1250, le sultan Tûrân Châh est détrôné et égorgé par sa garde mamelouk.
Sultans ayyoubides d’Égypte
| 1172-1193 : | Saladin                             | (Al-Malik an-Nâsir Salâh ad-Dîn Yûsuf).                              |
| 1193-1198 : | Malik al-Aziz, fils du précédent    | (Al-Malik al-`Aziz `Imâd ad-Dîn `Uthmân).                            |
| 1198-1200 : | Malik al-Mansour, fils du précédent | (Al-Malik al-Mansûr Nâsir ad-Dîn Muhammad ben `Imâd ad-Dîn `Uthmân). |
| 1200-1218 : | Al-Adil, frère de Saladin           | (Al-Malik al-`Âdil Sayf ad-Dîn).                                     |
| 1218-1238 : | Al-Kamil, fils du précédent         | (Al-Malik al-Kâmil Nâsîr ad-Dîn).                                    |
| 1238-1240 : | Al-Adil II, fils du précédent       | (Al-Malik al-`Adil Sayf ad-Dîn).                                     |
| 1240-1249 : | Al-Salih Ayyoub, frère du précédent | (Al-Malik as-Sâlih Najm ad-Dîn Ayyûb).                               |
| 1249-1250 : | Tûrân Châh, fils du précédent       | (Al-Malik al-Mu`azzam Tûrân Châh).                                   |

### État mamelouk
Arrivé au pouvoir après avoir détrôné et égorgé le dernier des Ayyoubides d'Égypte, ces soldats n’ont de cesse de reprendre tout le Proche-Orient aux Francs. Mis en difficulté par l’invasion mongole de 1260, ils parviennent à battre les Mongols. En 1291, ils prennent la dernière place forte franque, unifiant le Proche-Orient sous leur domination.
Sultan mamelouks d'Égypte
| 1250-1257 : | Chajar ad-Durr et Al-Muizz Izz ad-Dîn Aybak.       |
| 1257-1259 : | Al-Mansur Nur ad-Dîn Ali ben Aybak.                |
| 1259-1260 : | Al-Muzaffar Sayf ad-Dîn Qutuz.                     |
| 1260-1277 : | Baybars.                                           |
| 1277-1279 : | As-Said Nâsir ad-Dîn Baraka Khan ben Baybars.      |
| 1279-1279 : | Al-Adil Badr ad-Dîn Salamish ben az-Zahir Baybars. |
| 1279-1290 : | Qala'ûn.                                           |
| 1290-1293 : | Khalil ben Qala'ûn.                                |

## Syrie

### Alep
Alep, initialement possession du sultanat de Roum est conquise en 1086 par Tutuş, émir de Damas, qui se proclame ensuite sultan seldjoukide de Syrie. À sa mort, ses émirats sont partagés entre ses deux fils, qui se détestent. Il s'ensuit une rivalité entre les deux émirats, qui survit longtemps à l'extinction de la descendance de Tutuş. Lié à Mossoul, l'émirat se retrouve dans l'empire zengide, avant de devenir le centre du pouvoir de Nur ad-Din, puis de passer sous le contrôle de Saladin. Après la mort de Saladin, il devient un émirat distinct, parfois rattaché à l'Égypte, mais finalement détruit par les Mongols.
Émirs d'Alep pendant les croisades
| 1086-1086 : | Tutuş, émir de Damas et d'Alep, sultan de Syrie.                                                                           |
| 1086-1094 : | Aq Sunqur al-Hajib, gouverneur d'Alep nommé par Tutuş sur l'ordre de son frère aîné Malik Shah Ier. Tutuş reste souverain. |
| 1094-1095 : | Tutuş, de nouveau. |
| 1095-1113 : | Ridwan, émir, fils du précédent.                                                                                           |
| 1113-1114 : | Alp Arslan, émir, fils du précédent.                                                                                       |
| 1114-1118 : | Sultan Shah, émir, frère du précédent.                                                                                     |
| 1118-1122 : | Il Ghazi, atabeg (ortoqide).                                                                                               |
| 1122-1123 : | Badr al-Dawla Sulaîmân, neveu du précédent.                                                                                |
| 1123-1124 : | Balak ibn Bahram ibn Ortok, atabeg, neveu d'Il Ghazi.                                                                      |
| 1124-1125 : | Husâm ad-Dîn Temür Tash, fils d'Il-Ghazi, détrôné.                                                                         |
| 1125-1126 : | Aq Sonqor Bursuqî, atabeg de Mossoul et d'Alep.                                                                            |
| 1126-1127 : | Mas’ûd ibn Bursuqî, fils du précédent.                                                                                     |
| 1127-1128 : | Khutlugh, mamelouk. |
| 1128-1146 : | Imad ad-Din Zengi, atabeg de Mossoul et d'Alep (Zengide).                                                                  |
| 1146-1174   | Nur ad-Din Mahmud, atabeg de Mossoul et d'Alep, fils du précédent.                                                         |
| 1174-1181   | As-Salih Ismail, fils du précédent.                                                                                        |
| 1181-1183   | Imad ad-Din Zengi, cousin du précédent, fils de Qutb ad-Dîn Mawdûd, atabeg de Mossoul.                                     |
| 1183-1193   | Saladin, sultan d'Égypte, émir de Damas et d'Alep (Ayyoubide).                                                             |
| 1186-1216   | Malik al-Zahir, fils du précédent.                                                                                         |
| 1216-1236   | Al-Malik Al-Aziz Mohammed, fils du précédent.                                                                              |
| 1236-1260   | Al-Nasir Yusuf (El-Malek en-Naser Salah ed-Din Yusuf), fils du précédent.                                                  |

Il faut également citer un cadi de la ville, Ibn al-Khashshâb, qui, sans prendre part au gouvernement de la ville, s'est fait le champion de la lutte contre les croisés de 1099 à sa mort en 1125. Sans vouloir le pouvoir pour lui-même, il a pris part à plusieurs reprises pour influer sur la politique de la ville, n'hésitant pas à solliciter un chef musulman à prendre la direction de la ville quand l'émir en place n'était pas assez combatif vis-à-vis des Francs.

### Antioche
Jusqu’en 1085, Antioche est tenue par Philaretos Brakhamios, un gouverneur d’origine arménienne qui tient théoriquement la ville au nom des Byzantins, mais qui se comporte comme un prince indépendant. La ville est prise en 1085 par Süleyman Ier Shah, sultan de Roum, mais ce dernier est tué l’année suivante par le seldjoukide syrien Tutuş et la ville d’Antioche est confiée sur l’intervention de Malik Shâh, le grand seldjoukide à un de ses officiers Yâghî Siyân. Après la mort de Malik Shâh, Yâghî Siyân parvient à se concilier la faveur de Tutuş, puis celle de son fils, Ridwan d’Alep, de sorte qu’Yâghî Siyân est le premier des émirs syriens à se retrouver face aux croisés.
Émirs d’Antioche pendant les croisades
| 1086-1098 : | Yâghî Siyân. |

### Damas
Damas est confiée en 1078 par le sultan seldjoukide Malik Shah Ier à son frère Tutuş, qui fait ensuite la conquête d'Alep et se proclame sultan seldjoukide de Syrie. À sa mort, ses émirats sont partagés entre ses deux fils, qui se détestent. Il en découle une rivalité entre les deux émirats qui va survivre longtemps à l'extinction de la descendance de Tutuş. Longtemps Damas préfère s'allier au royaume de Jérusalem contre Zengi, mais la maladresse des croisés de la seconde croisade au siège de Damas renverse l'opinion, et la ville se rallie à Nur ad-Din, fils de Zengi, puis passe sous le contrôle de Saladin après la mort de Nur ad-Din. Après la mort de Saladin, il devient un émirat distinct, parfois rattaché à l'Égypte, mais finalement détruit par les Mongols.
Émirs de Damas pendant les croisades
| 1078-1095 : | Tutuş, sultan de Syrie.                                             |
| 1095-1104 : | Duqâq, émir, fils du précédent.                                     |
| 1104-1104 : | Tutuş, émir, fils du précédent.                                     |
| 1104-1104 : | Baktasch, émir, oncle du précédent, déposé par Tughtekin.           |
| 1104-1128 : | Tughtekin (Bouride).                                                |
| 1128-1132 : | Buri Taj el-Moluk, fils du précédent.                               |
| 1132-1135 : | Shams al-Muluk Isma’il.                                             |
| 1135-1139 : | Shihab ad-Din Mahmud.                                               |
| 1139-1140 : | Jemal ad-Din Muhammad.                                              |
| 1140-1154 : | Mujir ad-Din Abaq.                                                  |
| 1154-1174 : | Nur ad-Din Mahmud, atabeg de Mossoul et d'Alep (Zengide).           |
| 1174-1176 : | As-Salih Ismail, fils du précédent.                                 |
| 1176-1193 : | Saladin, sultan d'Égypte, émir de Damas et d'Alep (Ayyoubide).      |
| 1186-1196 : | Malik al-Afdhal, fils du précédent.                                 |
| 1196-1218 : | Al-Adil Sayf al-Din, frère de Saladin, sultan d'Égypte en 1200.     |
| 1218-1227 : | Malik al-Mu'azzam Musa, fils du précédent.                          |
| 1227-1229 : | An-Nasir Dâ'ûd, fils du précédent.                                  |
| 1229-1237 : | Al-Ashraf, oncle du précédent.                                      |
| 1237-1237 : | Al-Salih Ismaël, frère du précédent.                                |
| 1237-1238 : | Al-Malik al-Kamil Ier Nâsir ad-Dîn, frère du précédent.             |
| 1238-1238 : | Al-Adil II Sayf ad-Din, fils du précédent.                          |
| 1238-1239 : | Malik al-Salih Ayyoub, frère du précédent.                          |
| 1239-1245 : | Al-Salih Ismaël, de nouveau.                                        |
| 1245-1260 : | Malik al-Salih Ayyoub, de nouveau.                                  |
| 1249-1250 : | Tûrân Châh, fils du précédent.                                      |
| 1250-1260 : | Al-Nasir Yusuf (El-Malek en-Naser Salah ed-Din Yusuf), émir d'Alep. |

### Homs
Homs, anciennement Émèse, est un émirat mineur, vassal de celui d’Alep. Ses émirs, au cours du début du XIIe siècle sont de farouches ennemis des Francs. En 1129, inquiet de la montée de pouvoir de Zengi, l’émir de Homs fait allégeance à l’émir de Damas. Il meurt peu après et ses fils, mineurs cèdent Homs à Damas en échange de Palmyre. Le mamelouk Mu’în al-Dîn Unur reçoit la ville et la défend contre les assauts des Byzantins, du prince d’Antioche et de Zengi. Ce dernier accepte cependant de céder la place par diplomatie en 1138, et Homs suit les destinées d'Alep, jusqu'à ce que Saladin envoie un de ses cousins en faire la conquête. Ce cousin transmet la ville à ses descendants, jusqu'à la conquête mongole en 1260, puis Homs se retrouve ensuite intégré dans l'empire mamelouk.
Liste fragmentaire des émirs de Homs pendant les croisades
| 1095-1097                    | : Ridwan, émir d’Alep.                                                           |
| 1097, 1098, 1101, 1102       | : Janâh al-Dawla ibn Mulâ’ib († 1103, beau-père de Ridwan.                       |
| 1102,                        | : Tughtekin.                                                                     |
| 1109, 1115, 1123, 1125, 1129 | : Qîrkhân ibn Qarâjâ.                                                            |
| 1135,1137, 1138              | : Mu’în al-Dîn Unur.                                                             |
| 1138-1146                    | : Zengi, atabeg de Mossoul et d’Alep.                                            |
| 1146-1149                    | : Qutb ad-Dîn Mawdûd, fils du précédent.                                         |
| 1149-1174                    | : Nur ad-Din Mahmud, atabeg de Mossoul et d'Alep, frère du précédent.            |
| 1174-1179                    | : As-Salih Ismail, atabeg d'Alep, fils de précédent.                             |
| 1179-1186                    | : Naser ad-Din Mohammed (ayyoubide), fils de Shirkuh, cousin germain de Saladin. |
| 1186-1240                    | : El-Malik el-Mojahed Shirkuh, fils du précédent.                                |
| 1240-1246                    | : El-Malik el-Mansour Ibrahim, fils du précédent.                                |
| 1246-1260                    | : El-Malek el-Ashref Modaffer ed-Din Musa, fils du précédent.                    |

### Jérusalem
Durant le XIe siècle, Jérusalem fait partie du califat fatimide. En 1071, le chef turc Atsiz ibn Abaq en fait la conquête au nom du sultan seldjoukide Alp Arslan, qui confie ensuite la ville aux Ortoqides. Profitant des ennuis des Seldjoukides aux prises avec les croisés qui assiègent Antioche, les Fatimides reprennent Jérusalem, mais pour peu de temps, car les croisés prennent la ville le 15 juillet 1099.
Gouverneurs de Jérusalem
| 1071-1078 : | Atsiz ibn Abaq († 1078).                       |
| 1078-1091 : | Ortoq ibn Aksab († 1091).                      |
| 1091-1098 : | Soqman ibn Ortoq> († 1103), fils du précédent. |
| 1098-1099 : | Iftikhâr al-Dawla, gouverneur fatimide.        |

### Mossoul
Mossoul est une cité située au nord de la Mésopotamie et qui tient les routes reliant cette région à la Syrie. La création du comté d'Édesse dès 1098 la place sous la menace directe des Francs, aussi, après les échecs de Ridwan d'Alep et de Duqâq de Damas, l’atabeg Kerbogha prend-il la tête de la résistance musulmane face aux croisés, espérant obtenir du même coup la prédominance en Syrie. Sa défaite sonne le glas de ses espérances et, après sa mort en 1102, Mossoul devient l’enjeu de luttes de successions et se désintéresse des croisades. Mossoul est pourtant une cité qui présente au sultan seldjoukide le double avantage d’être à portée de sa main et d’être suffisamment proche de la Syrie pour envisager d’en faire une base pour lancer des contre-croisades, aussi reprend-il le contrôle de la ville pour y nommer des atabegs chargés d’organiser la contre-attaque contre les Francs. Le premier d’entre eux à obtenir des succès est Zengi qui s’empare du comté d’Edesse de 1144 à 1146, mais qui a également commencé l’unification politique de la Syrie. À sa mort son royaume est divisé entre ses fils, Alep revenant à Nur ad-Din et Mossoul à Saif ad-Dîn Ghâzî Ier. Dès lors, Mossoul est séparé des États francs par ceux de Nur ad-Din, puis par ceux de Saladin, et prend une très faible part de la lutte contre les Francs, se consacrant plutôt aux luttes de pouvoir en Mésopotamie.
Atabeg de Mossoul pendant les croisades
| ????-1096 : | Alî ibn Muslim, émir.                               |
| 1096-1102 : | Kerbogha.                                           |
| 1102 :      | Sonqorja.                                           |
| 1102 :      | Musa>.                                              |
| 1102-1107 : | Jekermish.                                          |
| 1107        | Kılıç Arslan Ier, sultan de Roum, contrôle Mossoul. |
| 1107-1109 : | Jâwali Saqâwâ,.                                     |
| 1109-1113 : | Mawdûd ibn Altûntâsh.                               |
| 1113-1115 : | Aq Sonqor Bursuqî.                                  |
| 1115-1121 : | Juyûsh-beg.                                         |
| 1121-1126 : | Aq Sonqor Bursuqî, de nouveau atabeg.               |
| 1126-1127 : | Mas’ûd ibn Bursuqî, fils du précédent.              |
| 1127-1146 : | Imad ad-Din Zengi.                                  |
| 1146-1149 : | Saif ad-Dîn Ghâzî Ier, fils du précédent.           |
| 1149-1171 : | Qutb ad-Dîn Mawdûd, frère du précédent.             |
| 1171-1171 : | Saif ad-Dîn Ghâzî II, fils du précédent.            |
| 1171-1174 : | Nur ad-Din, oncle du précédent, fils de Zengi.      |
| 1174-1180 : | Saif ad-Dîn Ghâzî II, de nouveau.                   |
| 1180-1193 : | Izz ad-Din Mas'ud Ier, frère du précédent.          |
| 1193-1211 : | Nur ad-Din Arslan Shah Ier, fils du précédent.      |
| 1211-1218 : | Izz ad-Din Mas'ud II, fils du précédent.            |
| 1218-1219 : | Nur ad-Din Arslan Shah II, fils du précédent.       |
| 1219-1222 : | Nasir ad-Din Mahmud, frère du précédent.            |
| 1222-1259 : | Bedr ad-Din Lulu.                                   |

### Tripoli
Au cours du Xe siècle, Tripoli fait partie du califat fatimide d’Égypte, mais, profitant de l’avancée des seldjoukides en Syrie, qui s’emparent de la Palestine, Abû Tâlib, qâdî de Tripoli et fondateur de la famille des Banû ’Ammâr, se rend indépendant de l'Égypte et pratique une politique d’équilibre entre les Fatimides et les Seldjoukides. En effet, fortement défendue par ses remparts, la ville pouvait subir un siège des uns ou des autres en attendant que le camp adverse envoie une armée déloger les attaquants. Cette politique est un succès, jusqu’à l’arrivée des Croisés, qui commencent à coloniser le pays. Ceux-ci, pressés d’atteindre Jérusalem, diffèrent la conquête de Tripoli en raison de la puissance de ses murailles, mais l’un des chefs croisés, Raymond de Saint-Gilles, revient dans le pays avec la ferme intention de se tailler une principauté ayant Tripoli pour capitale. Le siège dure de 1102 à 1109, à l’issue duquel la ville devient la capitale du comté de Tripoli.  
Qâdîs de Tripoli pendant les croisades
| 1070-1072 : | Abû Tâlib Amîn al-Dawla al-Hasan ibn ’Ammâr.                                |
| 1072-1098 : | Jalâl al-Mulk Abu’l Hasan ’Alî ibn Muhammad ibn ’Ammâr, neveu du précédent. |
| 1098-1108 : | Fakhr al-Mulk Abû ’Ali ’Ammâr, frère du précédent.                          |

## Califat abbasside de Bagdad
Loin à Bagdad, vit le calife abbasside, l’autorité religieuse islamique suprême. Il n’exerce aucune autorité politique depuis le milieu du IXe siècle, le pouvoir étant assuré par les Seldjoukides du milieu du XIe siècle à la fin du XIIe siècle, puis par les Korasmiens. Ce pouvoir politique est cependant très disputé et l’on voit Zengi intervenir dans les affaires du califat quand il ne lutte pas contre les Francs. L’invasion mongole de 1258 mettra une fin définitive au califat abbasside de Bagdad, qui sera cependant restauré en Égypte sous la protection des Mamelouks. 
Mais le calife jouit d’une autorité religieuse incontestée et on le voit intervenir pour ramener la paix entre Musulmans. Ainsi en 1250, les Mamelouks détrônent et assassinent le dernier sultan ayyoubide d’Égypte, et son cousin, émir de Damas, leur déclare la guerre pour venger son cousin et s’approprier l’Égypte. Pour éviter que les deux camps ne s’affaiblissent face à Saint-Louis qui séjourne en Terre sainte, le calife ordonne aux belligérants de faire la paix, et il sera obéi. 
Califes abbassides pendant les croisades
| 1094-1118 : | Al-Mustazhir.  |
| 1118-1135 : | Al-Mustarchid. |
| 1135-1136 : | Ar-Râchid.     |
| 1136-1160 : | Al-Muqtafi.    |
| 1160-1170 : | Al-Mustanjid.  |
| 1170-1180 : | Al-Mustadhi.   |
| 1180-1225 : | An-Nasir.      |
| 1225-1226 : | Az-Zâhir.      |
| 1226-1242 : | Al-Mustansir.  |
| 1242-1258 : | Al-Musta'sim.  |

Sultans seldjoukides pendant les croisades
| 1072-1092 : | Malik Shah Ier.               |
| 1092-1093 : | Mahmud Ier.                   |
| 1093-1105 : | Berk-Yaruq.                   |
| 1105-1105 : | Malik Shah II.                |
| 1105-1118 : | Muhammad Ier Tapar.           |
| 1118-1131 : | Mahmud II.                    |
| 1131-1132 : | Dawud.                        |
| 1132-1133 : | Tuğrul II.                    |
| 1133-1152 : | Ghiyath ad-Dîn Mas`ûd.        |
| 1152-1153 : | Malik Shah III.               |
| 1153-1160 : | Muhammad II anat.             |
| 1160-1161 : | Ghiyath ad-Din Suleyman Shah. |
| 1161-1178 : | Mu'izz ad-Din Arslan.         |
| 1178-1194 : | Tuğrul III.                   |

En 1194, Tuğrul III est déposé par Takash, chef Khorezmiens, qui met fin au sultanat seldjoukide et fonde le sultanat khorezmiens. Ce dernier est détruit en 1231.

## Chefs musulmans par croisade

### Première croisade: 1096-1099
- Kılıç Arslan Ier, sultan seldjoukide de Roum
- Danichmend, émir danichmendide
- Yâghî Siyân, émir d'Antioche
- Kerbogha, émir de Mossoul
- Ridwan, émir d’Alep
- Duqâq, émir de Damas
- Tughtekin, général damascène, futur émir de Damas
- Il Ghazi ibn Ortoq, général damascène, futur émir d’Alep
- Iftikhâr al-Dawla, gouverneur fatimide de Jérusalem

### Entre la première et la seconde croisade
- al-Afdal Shâhânshâh, vizir d'Égypte
- Fakhr al-Mulk Abû ’Ali ’Ammâr, qâdî de Tripoli
- Jekermish, atabeg de Mossoul (1102-1107)
- Mawdûd ibn Altûntâsh, atabeg de Mossoul (1111-1113)
- Balak ibn Bahram ibn Ortok, atabeg d'Alep (1123-1124)
- Aq Sonqor Bursuqî, atabeg de Mossoul (1113-1115 et 1124-1127) et d’Alep (1125-1127)
- Imad ad-Din Zengi, atabeg de Mossoul (1127-1146) et d’Alep (1128-1146)
- Gumuchtegin, émir danichmendide (1104-1135)

### Seconde croisade: 1147-1149
- Nur ad-Din, atabeg d’Alep
- Mujir ad-Din Abaq, émir de Damas
- Mu'in ad-Din Unur, régent de Damas

### Entre la seconde et la troisième croisade
- As-Salih Ismail al-Malik, émir de Damas
- Shawar, vizir d’Égypte
- Shirkuh, général de Nur ad-Din
- Saladin, sultan ayyoubide d’Égypte, puis émir d’Alep et de Damas

### Troisième croisade: 1189-1192
- Saladin, sultan ayyoubide d’Égypte, puis émir d’Alep et de Damas

### Quatrième croisade: 1202-1204
- Al-Adel, sultan d'Égypte

### Cinquième croisade: 1217-1221
- Al-Malik Al-Kamil, sultan ayyoubide d’Égypte
- Malik al-Mu'azzam Musa, sultan ayyoubide de Damas

### Sixième croisade: 1228-1229
- Al-Malik Al-Kamil, sultan ayyoubide d’Égypte
- Al-Ashraf, sultan ayyoubide de Harran
- An-Nasir Dâ'ûd, sultan ayyoubide de Damas

### Septième croisade: 1248-1254
- Malik al-Salih Ayyoub, sultan ayyoubide d’Égypte
- Tûrân Châh, sultan ayyoubide d’Égypte, son fils
- Al-Muizz Izz ad-Dîn Aybak, sultan mamelouk d’Égypte

### Entre la septième et la huitième croisade
- Al-Muzaffar Sayf ad-Dîn Qutuz, sultan mamelouk d’Égypte
- Baybars, sultan mamelouk d’Égypte

### Huitième et neuvième croisade: 1270
- Baybars, sultan mamelouk d’Égypte

### Après la neuvième croisade
- Al-Mansûr Sayf ad-Dîn Qala'ûn al-Alfi, sultan baharite d'Égypte
- Al-Ashrâf Salah ad-Dîn Khalil ben Qala'ûn